# Monte Plata (stad)
Monte Plata is een stad en gemeente (47.500 inwoners) in de Dominicaanse Republiek. Het is de hoofdstad van de gelijknamige provincie. De stad werd gesticht is 1605 ten gevolge van de herbevolking van de havens van Monte Cristi en Puerto Plata. De naam "Monte Plata" is een samentrekking van "Monte Cristi" en "Puerto Plata". De belangrijkste bron van inkomsten is de landbouw, zoals het verbouwen van suikerriet en ananas.

## Bestuurlijke indeling
De gemeente bestaat uit vier gemeentedistricten (distrito municipal):
Boyá, Chirino, Don Juan en Monte Plata.

## Geboren
- Luguelín Santos (1993), atleet

Azua · Bajos de Haina · Baní · Barahona · Boca Chica · Bonao · Comendador · Cotuí · Dajabón · El Seibo · Hato Mayor · Higüey · Jimaní · La Romana · La Vega · Los Alcarrizos · Mao · Moca · Monte Cristi · Monte Plata · Nagua · Neiba · Pedernales · Puerto Plata · Sabaneta · Salcedo · Samaná · San Cristóbal · San Francisco de Macorís · San José de Ocoa · San Juan · San Pedro de Macorís · Santiago · Santo Domingo de Guzmán · Santo Domingo Este · Santo Domingo Norte · Santo Domingo Oeste